# Cesar Millan
Cesar Millan, tên đầy đủ là César Millán Favela, sinh ngày 27 tháng 8 năm 1969, là nhà huấn luyện chó người Mỹ gốc Mêxicô. Ông được biết đến rộng rãi qua chương trình truyền hình Dog Whisperer with Cesar Millan, hiện tại đã được phát sóng tại hơn 80 quốc gia. Theo những nội dung của The Dog Whisperer, Millan chú trọng việc huấn luyện tâm lý cho chó nuôi.
Cuốn sách đầu tiên của Millan với tựa đề Cesar's Way được tờ New York Times xếp vào hàng bán chạy nhất với hàng triệu bản chỉ tính ở khu vực Bắc Mỹ và được phát hành tại hơn 14 quốc gia trên toàn thế giới.
Millan cho rằng phương pháp chủ yếu dẫn tới thành công trong việc dạy dỗ những chú chó là cần có trạng thái tâm lý bình tĩnh, cân bằng. Nhận ra các biểu hiện không tốt của chó và sửa chữa cho chúng. Người chủ cần phải trở thành "con đầu đàn" (pack leader) đối với chó của mình chứ không phải chủ sở hữu.

## Đời sống riêng

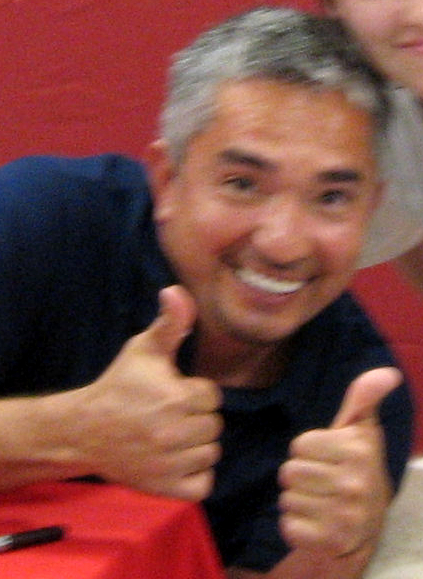
Cesar Millán tại buổi ký tặng sách.

Ông sinh năm 1969. Cha mẹ ông là Felipe Millán Guillen và María Teresa Favela de Millán tại Culiacán, Sinaloa, Mexico, Millan lớn lên trong trang trại động với ông mình tại Sinaloa.
Nhờ sự giao tiếp rất tự nhiên với các chú chó nên ông được đặt biệt danh el Perrero, "cậu bé chó". Sau đó gia đình ông chuyển tới Mazatlán. Ở tuổi 13, Millan quyết định sẽ trở thành người huấn luyện chó nổi tiếng nhất thế giới.
Millan vượt biên trái phép sang Mỹ năm 21 tuổi, không hề biết nói tiếng Anh, và không có người quen tại đây. Thời gian đầu tại Mỹ, ông làm việc tại một cửa hàng chăm sóc chó. Công việc chủ yếu là chăm sóc những chú chó có biểu hiện hung dữ. Sau đó, Millan mở 1 trung tâm huấn luyện tâm lý chó tại phía Nam Los Angeles chuyên chăm sóc những giống chó lớn.
Millan được định cư hợp pháp tại Mỹ vào năm 2000, và chính thức trở thành công dân hợp pháp của Hợp chủng quốc Hoa Kỳ năm 2009, sống tại Santa Clarita, California. Ông cưới Ilusión Wilson Millan năm 1994 và có hai con trai Andre (sinh năm 1995) và Calvin (sinh năm 2001). Năm 2010, Cesar Millan và vợ ly dị.

## Dog Whisperer with Cesar Millan
năm 2002, sau khi xuất hiện trên tờ Los Angeles Times, Millan bắt đầu làm việc với MPH Entertainment, Inc. phát triển Dog Whisperer. Một chương trình truyền hình thực tế về Millan và công việc huấn luyên chó cách ứng xử. Lần đầu phát sóng ngày 13 tháng 12 năm 2004 trên kênh National Geographic Channel nhưng sau đó lại chuyển sang phát trên kênh Nat Geo WILD. Chương trình đã dẫn đầu về lượng khán giả của National Geographic Channel ngay trong mùa trình chiếu đầu tiên. Được biết đến với tên gọi Dog Whisperer with Cesar Millan hoặc The Dog Whisperer, đến nay chương trình đã được lên sóng tại hơn 80 quốc gia trên thế giới và giúp Cesar trở nên thành công. Chương trình đã phát sóng tập cuối vào mùa thu năm 2012 và tháng 1 năm 2013 bởi 1 chương trình khác cũng do Millan phụ trách mang tên Leader of the Pack ("con đầu đàn.")

## Ấn phẩm và DVD
Sách:
- Cesar's Way: The Natural, Everyday Guide to Understanding and Correcting Common Dog Problems. Melissa Jo Peltier. New York: Three Rivers Press. tháng 3 năm 2007. ISBN 978-0-307-33797-9.{{Chú thích sách}}:  Quản lý CS1: khác (liên kết) Quản lý CS1: năm (liên kết)
- Be the Pack Leader: Use Cesar's Way to Transform Your Dog... and Your Life. Melissa Jo Peltier. New York: Three Rivers Press. tháng 3 năm 2007. ISBN 978-0-307-38167-5.{{Chú thích sách}}:  Quản lý CS1: khác (liên kết) Quản lý CS1: năm (liên kết)
- A Member of the Family: Cesar Millan's Guide to a Lifetime of Fulfillment with Your Dog. Melissa Jo Peltier. New York: Three Rivers Press. tháng 3 năm 2008. ISBN 978-0-307-40891-4.{{Chú thích sách}}:  Quản lý CS1: khác (liên kết) Quản lý CS1: năm (liên kết)
- How to Raise the Perfect Dog: Through Puppyhood and Beyond. Melissa Jo Peltier. New York: Three Rivers Press. 2009. ISBN 978-0-307-46129-2.{{Chú thích sách}}:  Quản lý CS1: khác (liên kết)
- Cesar's Rules: Your Way to Train a Well-Behaved Dog. Melissa Jo Peltier. New York: Crown Archetype. 2010. ISBN 978-0-307-71686-6.{{Chú thích sách}}:  Quản lý CS1: khác (liên kết)
- Cesar Millan's Short Guide to a Happy Dog: 98 Essential Tips and Techniques. Washington, D.C.: National Geography Society. 2013. ISBN 978-1-4262-1190-4.

DVD:
| - People Training for Dogs - Becoming a Pack Leader - Your New Dog: First Day and Beyond - Sit and Stay the Cesar Way - Common Canine Misbehaviors - Raising the Perfect Puppy | - Dog Whisperer with Cesar Millan – The Complete First Season, 2006 - Dog Whisperer with Cesar Millan – The Complete Second Season, 2007 - Dog Whisperer with Cesar Millan – The Complete Third Season, 2008 - Dog Whisperer with Cesar Millan – The Complete Fourth Season, Volume 1, 2010 - Dog Whisperer with Cesar Millan – The Complete Fourth Season, Volume 2, 2010 - Dog Whisperer with Cesar Millan – The Complete Fifth Season, 2011 |

## Danh hiệu
- 2005, the Humane Society of the United States Genesis Award
- 2007, Michael Landon Award for Inspiration to Youth Through Television. Young Artists Awards.org Lưu trữ ngày 8 tháng 3 năm 2014 tại Wayback Machine
- 2006, 2007 và 2009, Dog Whisperer with Cesar Millan được đề cử giải Emmy cho danh mục chương trình truyền hình xuất sắc.
- 2006, Millan và vợ được làm thanh viên danh dự của International Association of Canine Professionals (IACP).[2]
- 2008, The Dog Whisperer with Cesar Millan dành giải chương trình thực tế xuất sắc nhất tại Imagine Awards lần thứ 23.
- 2008, Cesar Millan được trao tặng danh hiệu "Treasure of Los Angeles" vì những đóng góp cho thành phố Los Angeles.
- 2010, Dog Whisperer with Cesar Millan, thắng giải People's Choice Award

## Liên kết
- Website chính thức
- The Millan Foundation
- The Dog Whisperer at NationalGeographic.com
- Cesar Millan Kids
- What the Dog Saw, Malcom Gladwell, ngày 22 tháng 5 năm 2006
- Coming Back to the Pack, Devin Gordon, ngày 9 tháng 10 năm 2007
- Whispering to Rottweilers, and to C.E.O.’s , Amy Wallace, ngày 10 tháng 10 năm 2009
- Cesar Millan talks about UK tour, BBC, ngày 27 tháng 11 năm 2009
- "The Dog Whisperer Should Just Shut Up" Esquire (magazine)
- The Dog Whisperer is really the People Whisperer, CBS, ngày 3 tháng 10 năm 2010